# Jorge Reyes Condori
Jorge Reyes Condori (Lima, 18 de mayo de 1981) es un exfutbolista peruano. Jugaba de defensa, retirándose en 2014 militando en las filas del Defensor San Alejandro

## Clubes
| Club                   | País | Año       |
| ---------------------- | ---- | --------- |
| Coronel Bolognesi FC   | Perú | 2002-2003 |
| Unión Huaral           | Perú | 2004-2005 |
| Universidad San Martín | Perú | 2005-2011 |
| Real Garcilaso         | Perú | 2012      |
| UTC                    | Perú | 2013      |
| Defensor San Alejandro | Perú | 2014      |

## Palmarés
| Título                    | Club                   | País | Año  |
| ------------------------- | ---------------------- | ---- | ---- |
| Primera División del Perú | Universidad San Martín | Perú | 2007 |
| Primera División del Perú | Universidad San Martín | Perú | 2008 |
| Primera División del Perú | Universidad San Martín | Perú | 2010 |

- Datos: Q5935886